# Parahathlia
Parahathlia är ett släkte av skalbaggar. Parahathlia ingår i familjen långhorningar.
Kladogram enligt Catalogue of Life:
| Parahathlia | \| \| Parahathlia lineella \| \| \| \| \| \| Parahathlia melanocephala \| \| \| \| \| \| Parahathlia rotundipennis \| \| \| \| |
|             | \| \| Parahathlia lineella \| \| \| \| \| \| Parahathlia melanocephala \| \| \| \| \| \| Parahathlia rotundipennis \| \| \| \| |
|             | Parahathlia lineella |
|             | |
|             | Parahathlia melanocephala |
|             | |
|             | Parahathlia rotundipennis |
|             | |